# Neochactas racenisi
Espèce
Synonymes
- Broteochactas racenisi González-Sponga, 1975

Neochactas racenisi est une espèce de scorpions de la famille des Chactidae.

## Distribution
Cette espèce est endémique de l'État de Bolívar au Venezuela. Elle se rencontre vers Bolivariano Angostura.

## Systématique et taxinomie
Cette espèce a été décrite sous le protonyme Broteochactas racenisi par González-Sponga en 1975. Elle est placée dans le genre Neochactas par Soleglad et Fet en 2003.

## Étymologie
Cette espèce est nommée en l'honneur de Janis Racenis.

## Publication originale
- González Sponga, 1975 : Broteochactas racenisi (Scorpionida: Chactidae) nueva especie de la Guyana Venezolana. Caribbean Journal of Science, vol. 15, no 1/2, p. 49-55.